# Эрдман, Джин
Джин Эрдман (англ. Jean Erdman; 20 февраля 1916, Гонолулу — 4 мая 2020, там же) — американская танцовщица и хореограф современного танца, а также режиссёр авангардного театра и педагог.
Отец Джин, Джон Пайни Эрдман, доктор богословия и миссионер из Новой Англии, поселился в Гонолулу в качестве служителя в неденоминационной протестантской Церкви на Перекрёстке , где он проповедовал как на английском, так и на японском языках, многоэтнической конгрегации. Ее мать, Мэрион Диллингем Эрдман, была членом одной из семей основателей-промышленников Гавайских островов.
Её мужем на протяжении без малого пятидесяти лет (1938—1987) был знаменитый исследователь мифологии Джозеф Кэмпбэлл.

## Награды и номинации
Награды
- 1963: Obie — специальное упоминание («Тренер с шестью внутренностями»)
- 1972: Драма Деск за лучшую хореографию («Два веронца»)

Номинации
- 1972: Премия «Тони» за лучшую хореографию («Два веронца»)